# Concert Under the Sea: The Documentary Film
Pour plus de détails, voir Fiche technique et Distribution.
Concert Under the Sea: The Documentary Film  est un documentaire retraçant les concerts les plus profonds au monde donnés par Katie Melua le 1er octobre 2006 sur une plate forme gazière en Mer du Nord à 303 mètres en dessous du niveau de la mer. Cet événement célèbre le 10e anniversaire de la construction de la plus grande structure humaine au monde exploitée par la compagnie gazière Statoil. Le concert a été proposé par Jan Hauge, un des deux directeurs de la plate forme et musicien à ses heures perdues, qui pour l'occasion est au piano sur My Aphrodisiac Is You.
Compte tenu du lieu, le public était restreint à 19 personnes plus 22 techniciens.
Derrière Katie, le groupe était réduit à trois personnes :
- Henry Spinetti - batterie
- Jim Watson - piano
- Tim Harries - guitare basse

Un quatuor à cordes, installé 300 mètres plus haut en plein air, joue sur plusieurs titres (Piece By Piece, The Closest Thing To Crazy).
Le documentaire a été diffusé dans un premier temps par la chaîne norvégienne NRK1 dans une version légèrement différente. L'introduction de Shy Boy est amputée sur la version DVD alors qu'elle est bien présente dans la version télévisée. Les onze premiers chapitres sont consacrés à la partie documentaire proprement dite, et trente minutes du concert à partir du chapitre douze. 

## Fiche technique
- Titre : Concert Under the Sea: The Documentary Film
- Réalisation : Kim Strømstad
- Montage : Bjørn Molstad
- Production : Geir Fredriksen
- Société de production : Dinamo Story
- Pays :  Norvège
- Genre : Film de concert
- Durée : 66 minutes
- Première diffusion : 
  -  Norvège : 29 décembre 2006

## Liste des titres
1. Shy Boy
2. Nine Million Bicycles
3. Piece By Piece
4. It's Only Pain
5. Spider's Web
6. On The Road Again
7. I Cried For You
8. My Aphrodisiac Is You
9. The Closest Thing To Crazy